# Termunten
Spijk – wieś w Holandii, w prowincji Groningen, w gminie Delfzijl. Była siedzibą oddzielnej gminy do 1990 r.